# Menneus dromedarius

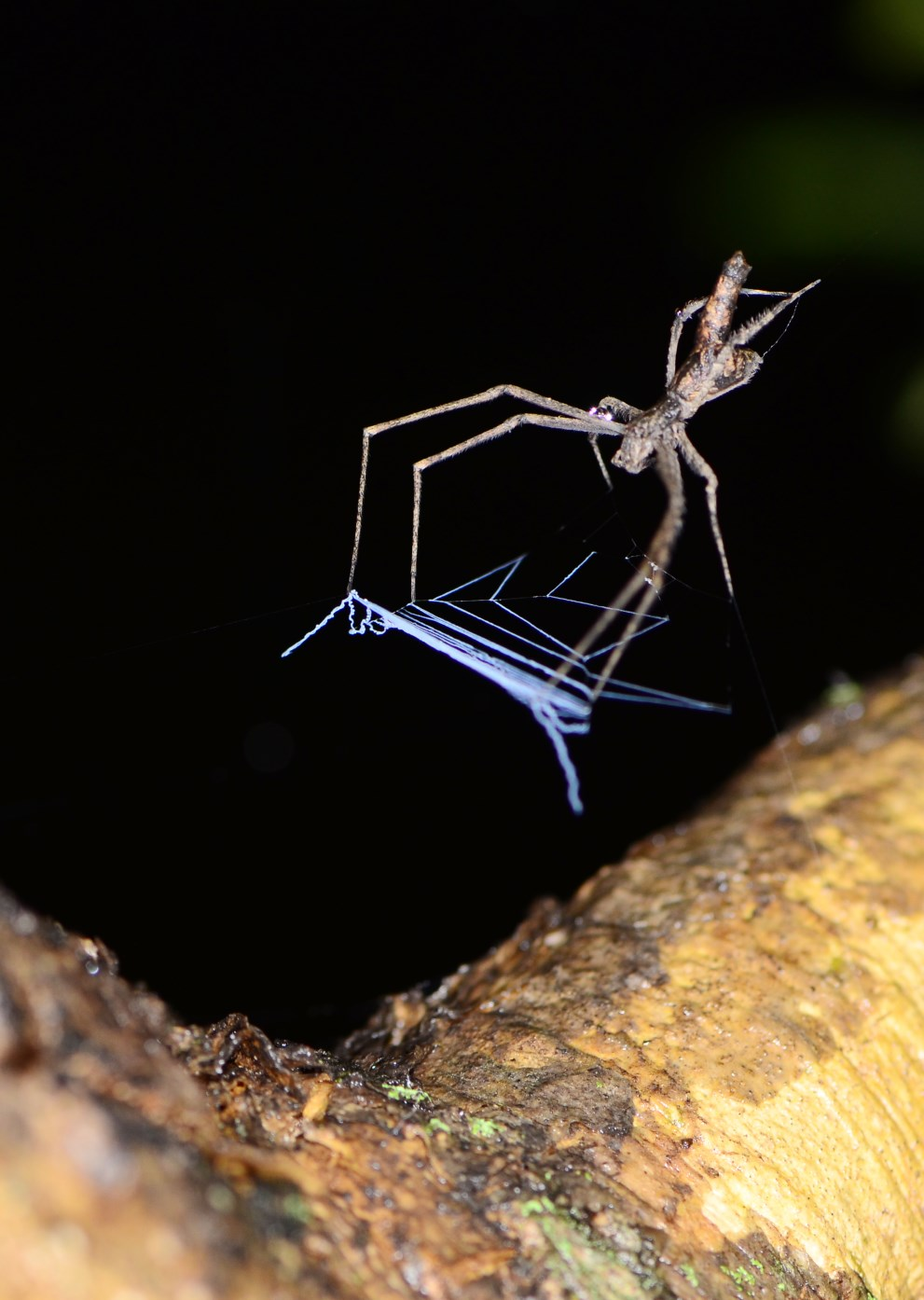
Menneus dromedarius

Menneus dromedarius is een spinnensoort in de familie Deinopidae. De spin behoort tot het geslacht Menneus. De wetenschappelijke naam van de soort werd voor het eerst geldig gepubliceerd in 1904 door Purcell.
De soort komt voor in het Afrotropisch gebied. Het holotype werd gevonden in Zuid-Afrika.